# Nicolás Antonio
Pour les articles homonymes, voir Antonio.
Nicolás Antonio, né le 31 juillet 1617 à Séville et mort le 13 avril 1684 à Madrid, est un célèbre érudit à l'origine de la bibliographie moderne espagnole.

## Biographie

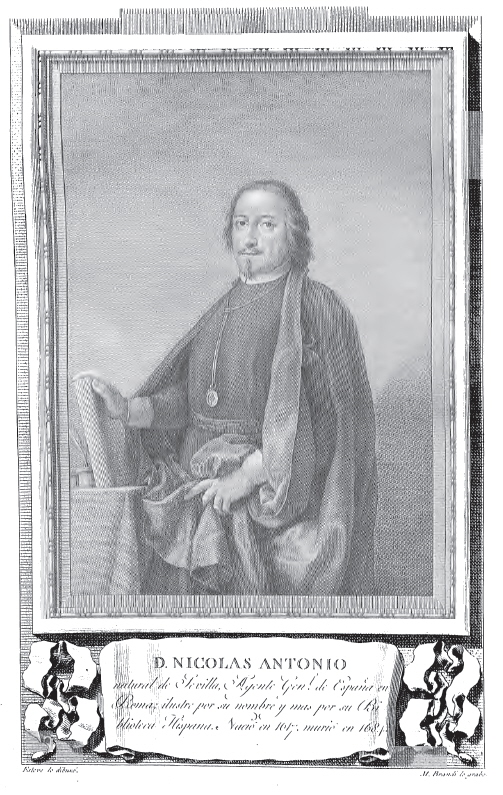
Portrait de Nicolás Antonio.

Nicolas Antonio, est le fils de don Nicolas Antonio (fils de Nicolas Antonio et d'Anna de Gomar), originaire de Séville. Son père obtient en 1626 de Philippe IV l'administration de Almirantazgo Real de la Corte de Andalucía y del Reino de Granada et à Anvers, la charge de juge et président de la Armada flamenca,.
Nicolás Antonio a deux sœurs, Beatriz,, mariée avec José Diego Bernuy, marquis de Benamejí et Antonia, mariée avec don Francisco de Conique y Antonio.
Il étudie les arts libéraux au collège de Saint-Thomas de Séville à l'université de Séville en 1635, puis il poursuit à l'université de Salamanque en 1636 où il obtient son doctorat en droit en 1639.
Très tôt il s'intéresse à l'art de la bibliographie et commence la rédaction d'un catalogue des noms propres des Pandectas, mais il abandonne le projet quand il apprend que le célèbre Antonio Agustín est très avancé dans son travail sur une œuvre similaire. Alors il conçoit l'idée de former un index de tous les écrivains espagnols depuis l'époque de l'empereur romain Auguste jusqu'à son époque. À cet effet, il revient dans sa ville natale, dans laquelle existent des bibliothèques très importantes, réunies par le frère Benito de la Serna dans le monastère bénédictin, et il se livre à l'analyse et à l'étude des livres pendant près de onze ans, excepté lors d'un bref séjour à la cour en 1645 pour recevoir son titre de chevalier de l'ordre de Santiago par lequel Philippe IV le récompense pour son travail bibliographique.
En 1651, il revient à nouveau à Madrid pour obtenir selon lui : « un emploi de lettres », en présentant à cette occasion le manuscrit intitulé De exilio sive de exilii..., et trois ans plus tard il est à Rome pour accompagner Luis de Guzmán Ponce de León, ambassadeur de « Sa Majesté » dans la Ville Éternelle, en tant qu'agent général de l'Espagne, du royaume des Deux-Siciles et du duché de Milan, des charges auquel est adjoint un agent de l'Inquisition espagnole en Italie.
Son séjour prolongé à Rome, qui dure presque vingt-cinq ans, lui permit de poursuivre sa recherche infatigable et l'acquisition de codex et de manuscrits jusqu'à réunir une bibliothèque de plus de 30 000 volumes, ce qui attira l'intérêt du Pape. Toutes ces dépenses lui coûtent très cher et lui pour éviter la ruine totale, le pape Alexandre VII le fait chanoine de la cathédrale de Séville avec dispense de résidence le 22 mai 1664 et 110 écus de rente par an.
En 1678-1679, à son retour à Madrid, Charles II le nomme membre du Conseil et Commissariat de la Croisade, charge qu'il occupe jusqu'à sa mort, le 13 avril 1684.
Ses bibliothèques ont donné une grande impulsion en Espagne à la science de la bibliographie, et déjà même au XVIIIe siècle de nombreux érudits sont encouragés à essayer de compléter avec de nouveaux apports aux précédentes publications de Nicolás Antonio comme Ambrosio José de la Cuesta y Saavedra (es) (1653-1707), Andrés González de Barcia (es) (1673-1743), Pablo Ignacio de Dalmases y Ros (es) (1670-1718), Josep Finestres (1688-1767), Jaime Caresmar (es) (1717-1801), Faustino Arévalo (1747-1824) et José Cevallos y Ruiz de Vargas (es) (1724-1776).

## Œuvres

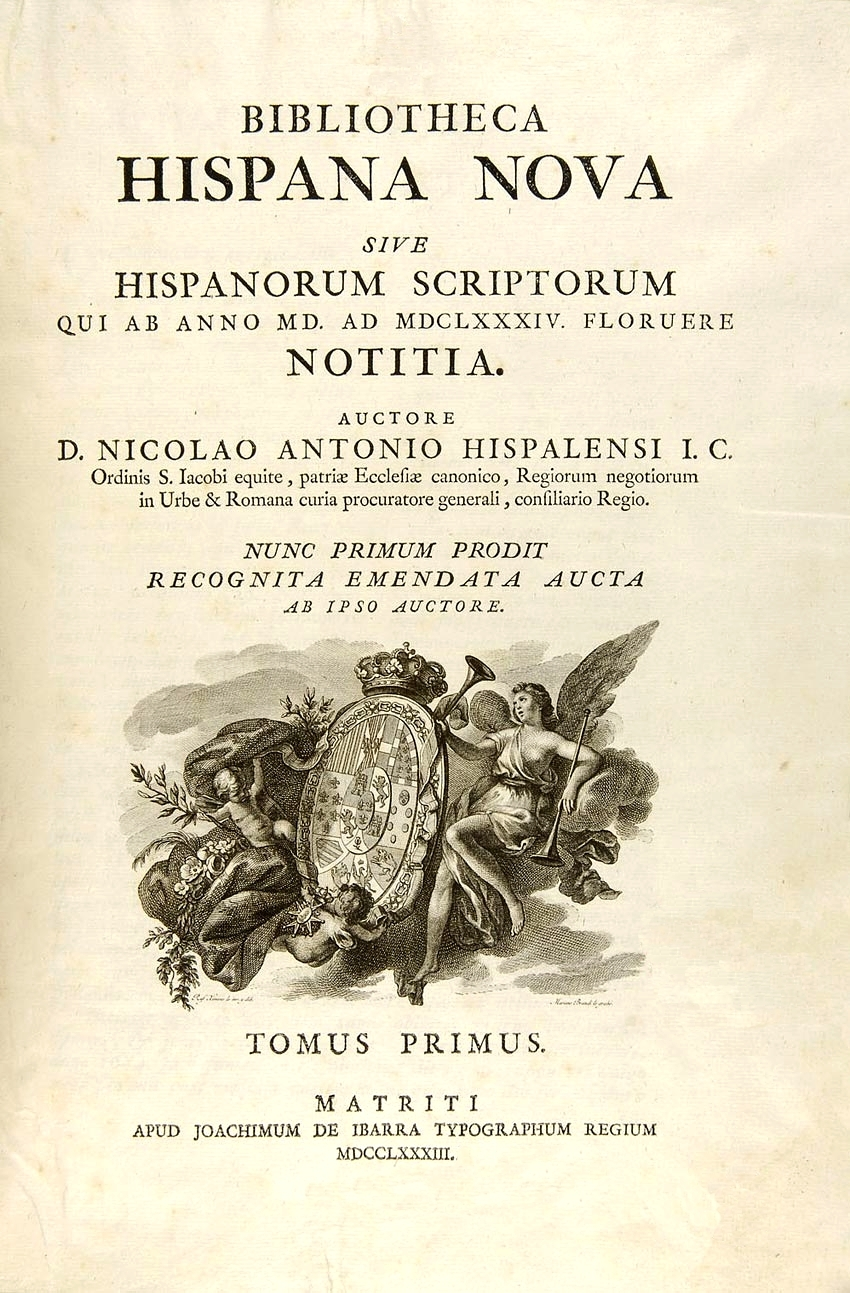
Couverture de l'édition de 1783 de Joaquín Ibarra pour l’œuvre de Nicolás Antonio : Bibliotheca hispana nova.

Ses ouvrages majeurs comme bibliographe sont la Bibliotheca hispana nova, publiée en 1672 sous le titre Bibliotheca hispana sive hispanorum, et la Bibliotheca hispana vetus (à titre posthume imprimé en 1696) Ces ouvrages rassemblent nombre d'information bibliographique précise et critique de tous les auteurs qui ont écrit en Espagne jusqu'à son époque. La Bibliotheca Hispana vetus comprend les auteurs depuis Auguste jusqu'à l'année 1500, et la Bibliotheca hispana nova concerne les auteurs de 1500 à 1700. Les deux ouvrages sont réédités au XVIIIe siècle par Francisco Pérez Bayer en 1783 pour la Bibliotheca Hispana nova et en 1788 pour la Bibliotheca hispana vetus.
L'érudition solide de Nicolás Antonio l'a fait se méfier des falsos cronicones, en s'initiant à l'hypercriticisme de l'illustration et en préparant l’œuvre d'Enrique Flórez. Sur ce thème, il écrit Censura de historias fabulosas, travail critique sur quelques chroniques supposées découvertes à la fin du XVIe siècle de Jerónimo Román de la Higuera, œuvre qui n'est publiée qu'au siècle suivant, en 1742, à Valence par Gregorio Mayans.
Sa Bibliotheca Hispana nova traitant des œuvres des auteurs espagnols après 1500 est apparue à Rome en 1672. La Bibliotheca hispana vetus, quant à elle, est une histoire littéraire de l'Espagne à partir de l'époque d'Auguste jusqu'à la fin du XVe siècle qui a été révisée par Manuel Martí, et publiée par un ami de Nicolás Antonio, le cardinal José Sáenz de Aguirre à Rome en 1696. Une édition plus affinée en deux parties, avec du contenu supplémentaire trouvé dans les manuscrits de Nicolás Antonio, ainsi que des notes complémentaires de Pérez Bayer a été publiée à Madrid en 1787-1788. Ce grand ouvrage, incomparablement supérieur à toutes les bibliographies précédentes est encore aujourd'hui non-remplacé et indispensable.
L'édition de Joaquín Ibarra de la Bibliotheca est considérée comme l'un des meilleurs imprimés espagnols du XVIIIe siècle non seulement par ses illustrations discrètes mais également par son soin typographique. La conception a été réalisée dans l'atelier de la Biblioteca Real avec des lettres créées expressément pour ses éditions, qui comprennent des caractères arabes, juifs, grecs et latins réalisés par Gerónimo Antonio Gil.
Un autre écrit important de Nicolás Antonio est sa Bibliotheca Hispana rabinica qui n'a pas été imprimée. Le manuscrit est aujourd'hui à la Bibliothèque nationale d'Espagne à Madrid.

## Principales publications
- (la) Nicolás Antonio, Bibliotheca Hispana nova sive Hispanorum scriptorum qui ab anno….
- (la) Nicolás Antonio, Bibliotheca hispana nova, Rome, 1692.
- (la) Nicolás Antonio, Bibliotheca hispana vetus, Rome, 1696.
- (es) Nicolás Antonio, Censura Historias fabulosas, Valence, 1742.
- (la) Nicolás Antonio, Bibliotheca Hispana rabinica.

## Annexe

### Sources
- Marie-Nicolas Bouillet  et Alexis Chassang (dir.), « Nicolás Antonio » dans Dictionnaire universel d’histoire et de géographie, 1878 (lire sur Wikisource)
- (es) G. Mayans i Siscar, Censura de Historias Fabulosas, Valence, 1742, p. I-XL.